# Бауэр, Елена Анатольевна
Еле́на Анато́льевна Ба́уэр (род. 27 сентября 1972) — российский и германский учёный-психолог, доктор психологических наук (2012), член-корреспондент РАО (2019).
Практикующий психотерапевт. Сертифицированный психолог-психотерапевт в Германии (Psychologische Psychotherapeutin), член психотерапевтической палаты земли Северный Рейн-Вестфалия (Psychotherapeutenkammer NRW).

## Биография
В 1999 году защитила кандидатскую диссертацию на тему «Межполушарная асимметрия и обучение иностранному языку в подростковом возрасте» по научной специальности 19.00.07 — Педагогическая психология. Работу выполняла в Московском педагогическом университете под руководством кандидата психологических наук, профессора В. Г. Степанова.
В 2012 году в диссовете на базе ННГАСУ защитила диссертацию на тему «Научно-практические основы психолого-педагогического сопровождения социально-психологической адаптации подростков-мигрантов», представленную на соискание учёной степени доктора психологических наук по научной специальности 19.00.07 — Педагогическая психология. Докторскую диссертацию Елена Бауэр выполнила в МГУ без научного консультанта. Официальными оппонентами по работе выступили доктор психологических наук, доцент Т. В. Темиров, доктор психологических наук, профессор Т. М. Сорокина, доктор педагогических наук, доцент Д. С. Сомов, ведущей организацией — ФГБОУ ВПО «Чувашский государственный педагогический университет имени И. Я. Яковлева». Активистами «Диссернета» в докторской диссертации Елены Бауэр были обнаружены некорректные заимствования общим объёмом 153 страницы. 1 марта 2023 года диссовет на базе МПГУ рекомендовал лишить Елену Бауэр учёной степени доктора экономических наук.
Работала в Психологическом институте РАО.
В 2019 году избрана членом-корреспондентом РАО по отделению психологии и возрастной физиологии.
Автор многочисленных научных работ в области психологии и педагогики и комментированных переводов крупных монографий по психоанализу.